# Döhlau
Döhlau är en kommun och ort i Landkreis Hof i Regierungsbezirk Oberfranken i förbundslandet Bayern i Tyskland.